# Santuario de la Santa Casa
La Basílica de la Santa Casa es un lugar de peregrinación católico situado en el municipio italiano de Loreto. Se construyó alrededor de la casa donde, según la tradición, el Arcángel Gabriel dio la anunciación a la Virgen María que sería madre del mesías y donde vivió la Sagrada Familia, en Nazaret.

## Introducción
La casa se hallaba originalmente en Tierra Santa, pero, durante el advenimiento de las cruzadas, ante el avance de las tropas musulmanas, los cristianos temieron que fuera destruida.  Según la tradición católica, la casa -en la que vivió la Virgen María- desapareció, apareciendo posteriormente en diferentes ubicaciones y fechas. Algunos místicos, como Ana Catalina Emmerick sostuvieron tener visiones en las que los ángeles transportaban la casa. 
Una explicación no paranormal implicaría que un miembro de la poderosa familia Angeli (gobernadores de Epiro) financió el traslado de la casa a lo que hoy es Croacia, en 1291. Dos años después, fue transportada a Ancona, y el 10 de diciembre de 1294 llegó a la localidad de Loreto. Nuestra Señora de Loreto es considerada el día de hoy la Santa Patrona de los pilotos aviadores.

## El santuario

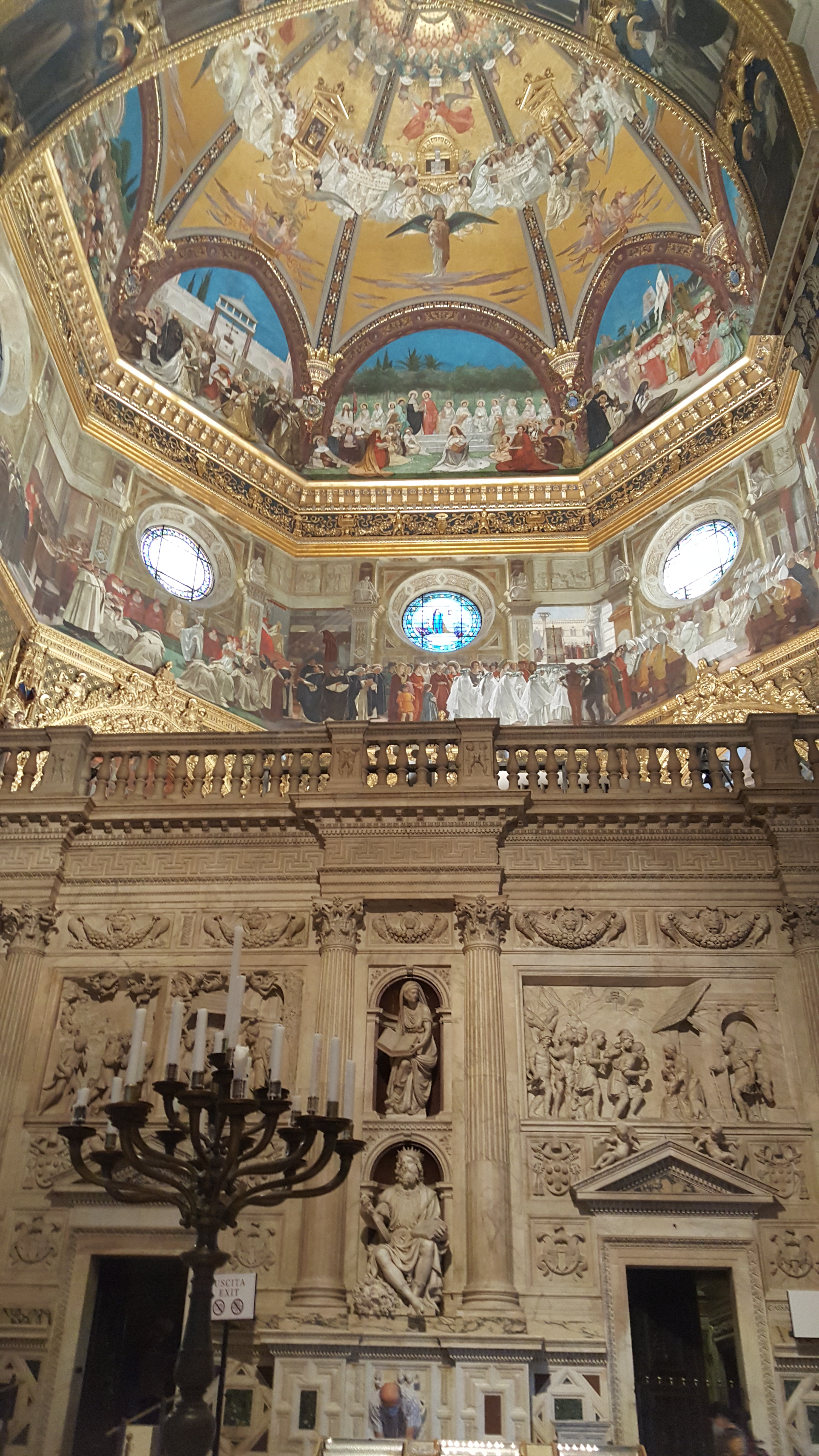
La Santa Casa bajo la cúpula

Alrededor de la casita de Nazaret se erigió durante el Renacimiento una espléndida basílica, diseñada por el Bramante. En el interior, en la Sacrístía de San Juan se pueden admirar los frescos pintados por Luca Signorelli, y en la Sacrístía de San Marcos, los frescos de Melozzo da Forli. A finales del siglo XIX y principios del XX, la basílica tuvo amplias reformas, dirigidas por el arquitecto Giuseppe Sacconi (el autor del Monumento a Víctor Manuel II). Empero, de la arquitectura original renacentista, se conserva la Capilla del duque de Urbino.
En el Diario del primer viaje de Cristóbal Colón,  con fecha jueves 14 de febrero mientras están perdidos en la tormenta, se lee "Echóse otra vez la suerte para enbiar romero a Santa María de Loreto, que está en la marca de Ancona, tierra del Papa, qu'es casa donde Nuestra Señora a hecho y haze muchos y grandes milagros..."

## La Virgen de Loreto
La estatua de la Virgen venerada en ese santuario databa del trecento y fue destruida en un incendio en 1921. La actual Virgen es obra de Leopoldo Celani, y fue tallada a partir de un cedro libanés tomado de los jardines del Vaticano.
Las célebres letanías lauretanas (es decir de Loreto), que se rezan al final del rosario mariano, fueron escritas en su honor.

## Galería fotográfica

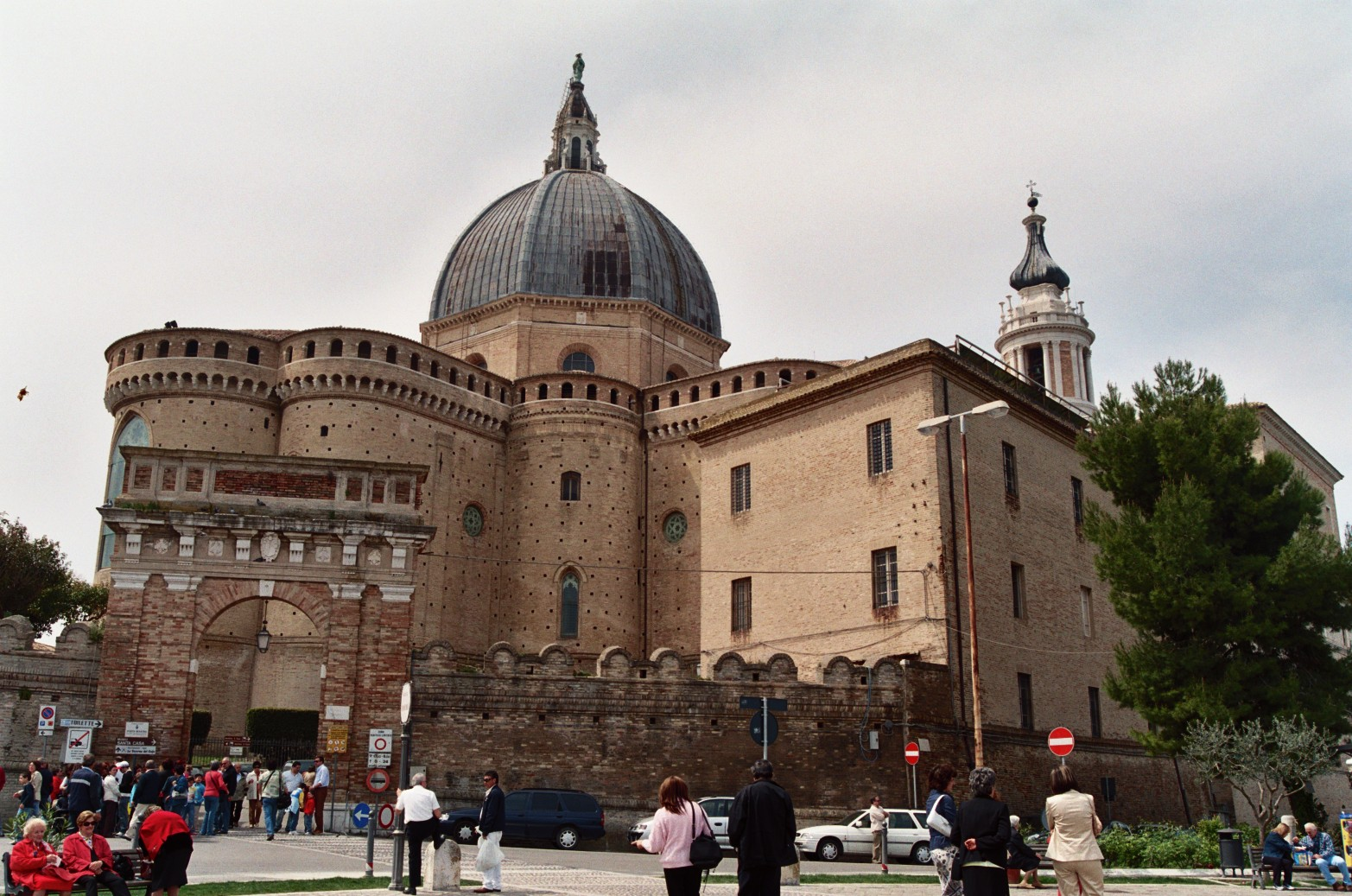
La basílica de la Santa Casa
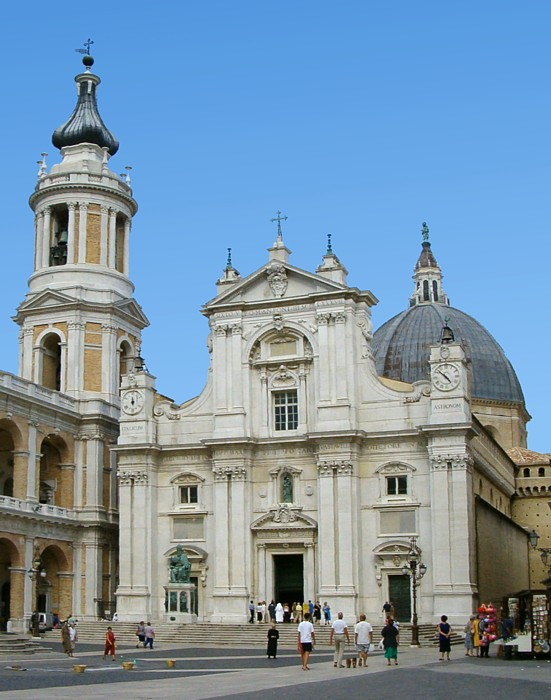
Fachada del santuario
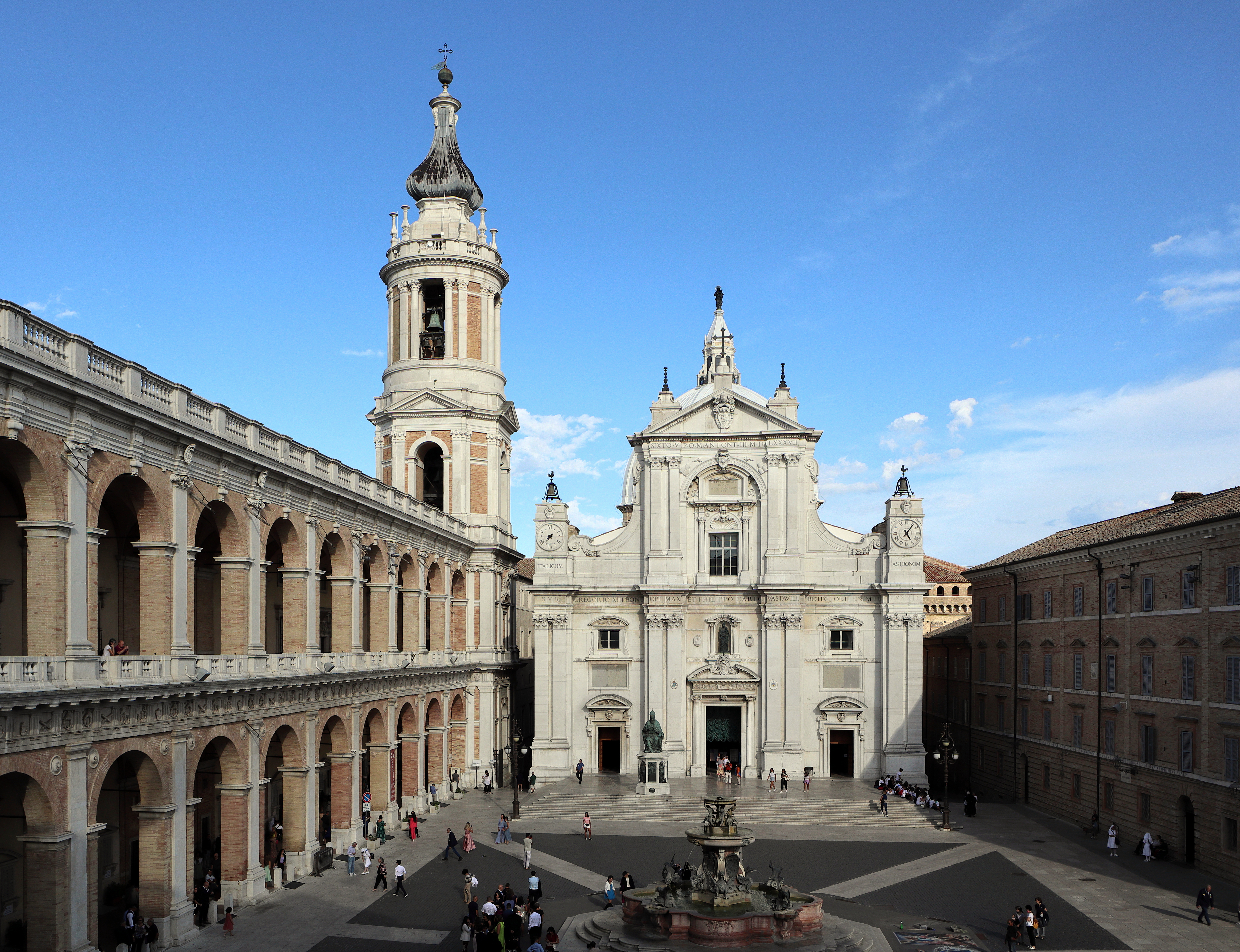
Plaza de la Madonna
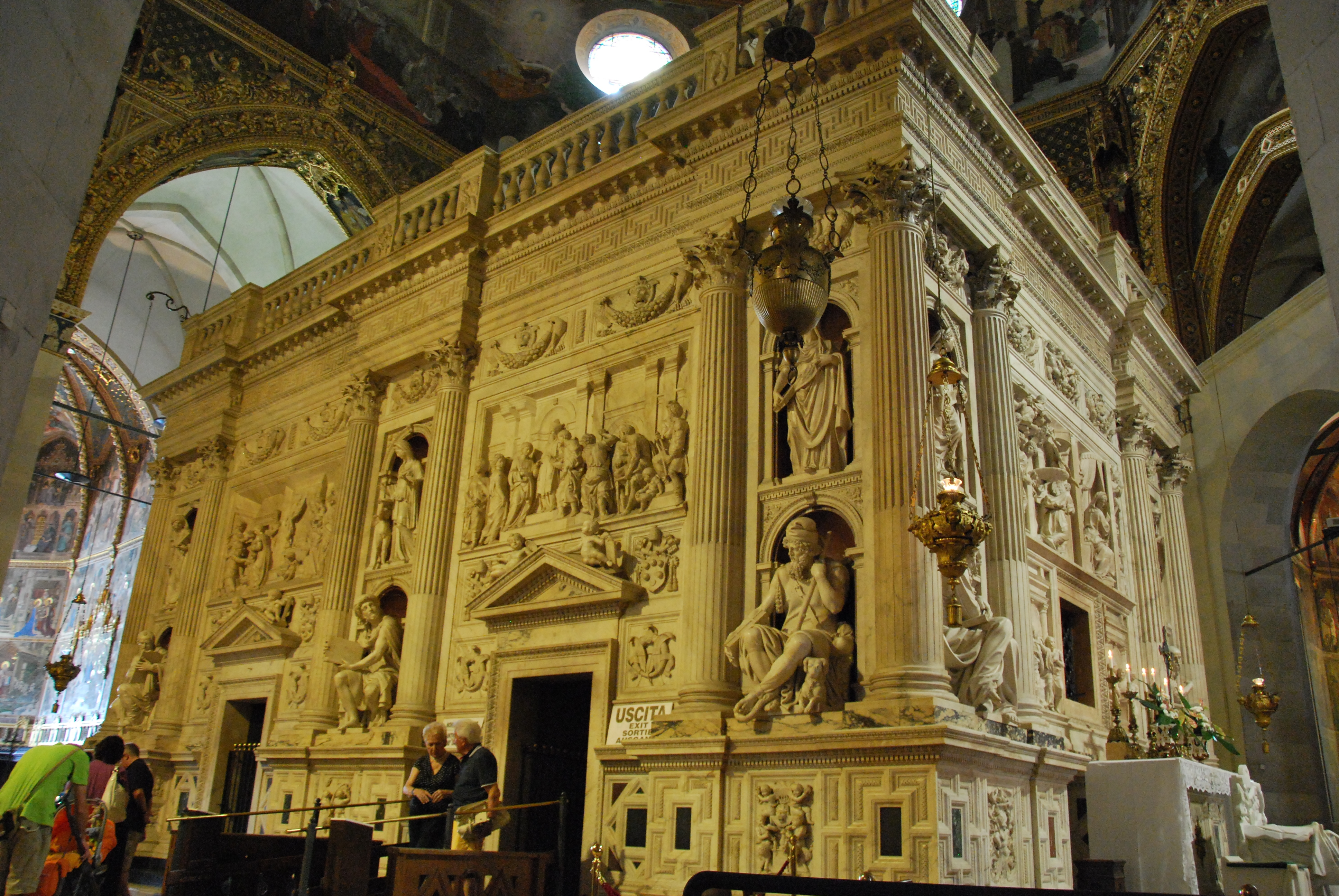
La Santa Casa